# Le Sourire de ma mère
Pour plus de détails, voir Fiche technique et Distribution.
Le Sourire de ma mère (L'ora di religione: Il sorriso di mia madre) est un film italien réalisé par Marco Bellocchio, sorti en 2002.

## Synopsis
Ernesto, peintre reconnu et athée convaincu, apprend que sa famille a décidé de faire canoniser sa mère. Tous vont le pousser à participer aux démarches auprès de l'épiscopat pour finaliser l'entreprise, le plongeant dans une grande perplexité. 

## Fiche technique
- Titre : Le Sourire de ma mère
- Titre original : L'ora di religione (il sorriso di mia madre)
- Réalisation : Marco Bellocchio
- Scénario : Marco Bellocchio
- Musique : Riccardo Giagni
- Photographie : Pasquale Mari
- Montage : Francesca Calvelli
- Décors : Marco Dentici
- Costumes : Sergio Ballo
- Production : Marco Bellocchio, Sergio Pelone
- Pays de production :  Italie
- Format : couleurs - 35 mm - DTS
- Genre : comédie dramatique
- Durée : 103 minutes
- Dates de sortie :
  - Italie : 19 avril 2002
  - France : 20 novembre 2002

## Distribution
| - Sergio Castellitto : Ernesto - Jacqueline Lustig : Irene - Chiara Conti : Diana - Alberto Mondini : Leonardo - Gianni Schicchi : Filippo Argenti - Maurizio Donadoni : le cardinal Piumini - Gigio Alberti : Ettore | - Bruno Cariello : Don Pugni - Renzo Rossi : Baldracchi - Piera Degli Esposti : Zia Maria - Donato Placido : Egidio - Gianfelice Imparato : Erminio - Pietro De Silva : Curzio Sandali - Toni Bertorelli : Bulla |

## Distinctions
- Prix œcuménique avec mention spécial au Festival de Cannes 2002